# Achim Amme

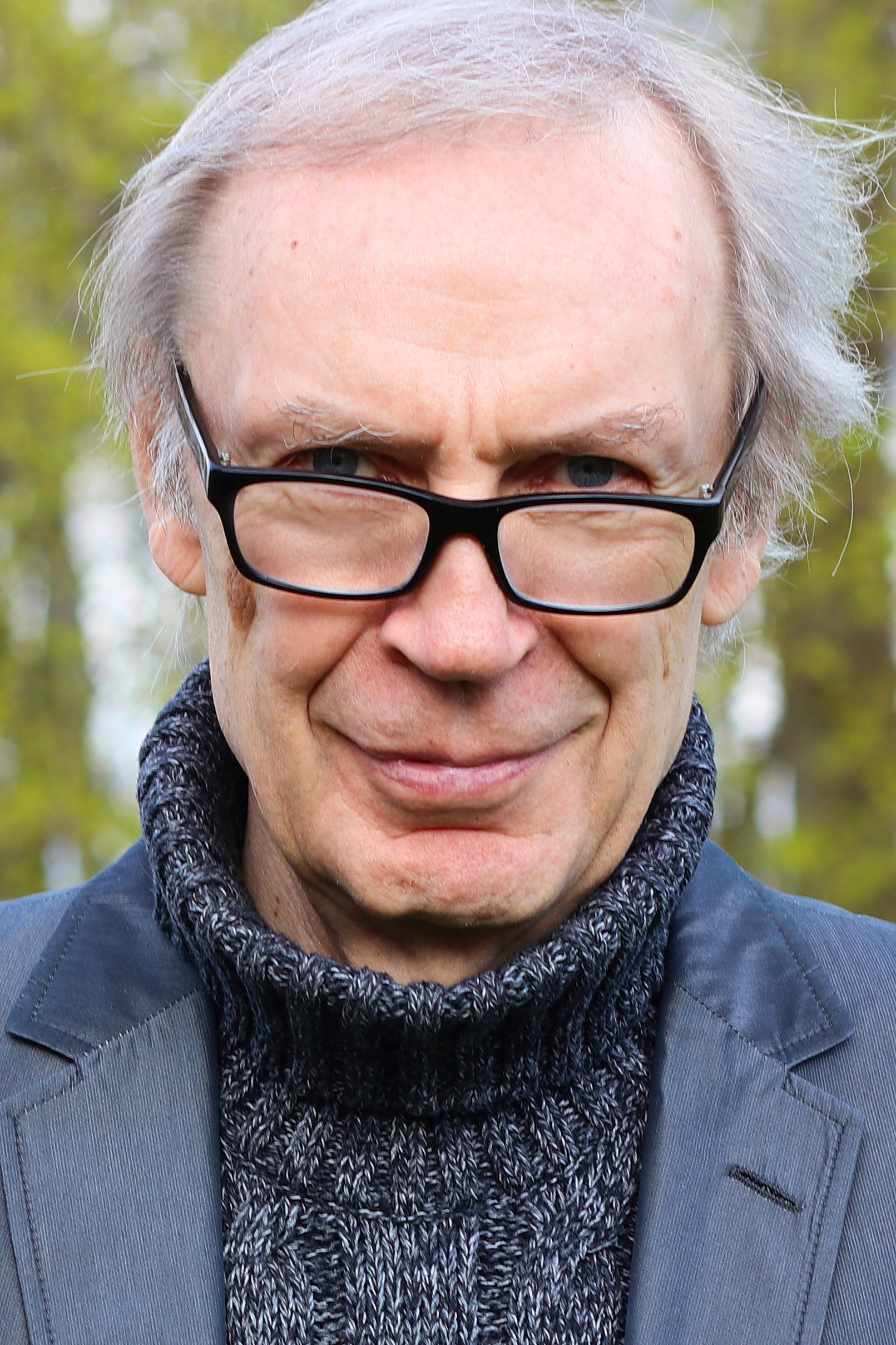
Achim Amme (2021)

Achim Amme (* 30. Oktober 1949 in Celle; eigentlich Jürgen Ebeling) ist ein deutscher Autor, Schauspieler und Musiker.

## Leben
Achim Amme legte 1968 sein Abitur am Gymnasium Unter den Eichen Uetze ab, anschließend erhielt er als Austauschschüler des AFS sein High School Diploma in Kokomo, IN. In Köln und Berlin belegte er Vorlesungen in Theaterwissenschaft, Philosophie, Germanistik und Psychologie. Von 1970 bis 1972 absolvierte er erfolgreich die Ausbildung an der Max-Reinhardt-Schule für Schauspiel in Berlin. Sein erstes professionelles Engagement bekam er 1971 bei George Tabori. Weitere Theaterstationen waren Göttingen, Paderborn und Hannover, sowie landes- und europaweite Tourneen mit der Berliner Compagnie, der Theatermanufaktur Berlin und dem Goethe-Institut.
Seit 1978 arbeitet Amme als freier Autor u. a. mit Beiträgen zu zahlreichen Anthologien auch renommierter Verlage wie Beltz & Gelberg, Heyne, Kein & Aber, Knaur, Langen Müller, Rowohlt oder Steidl. Er schrieb Satiren für die Süddeutsche Zeitung (1997–2001) und arbeitete als Lektor für den Stern und das ZDF (1995–2008).
Amme tourt mit diversen Live-Programmen durch Deutschland, teils mit eigenen, teils mit fremden Texten und Liedern. Die ihn dabei begleitenden Musiker sind u. a. Volkwin Müller, Ulrich Kodjo Wendt oder The Beatles Connection.
1992 nahm er am Popkurs an der Hochschule für Musik in Hamburg teil. 1993 erhielt er einen neunmonatigen Stipendiumsaufenthalt für Literatur auf dem Künstlerhof Schreyahn. Seit 1997 ist Amme auch als Schauspieler für Film und Fernsehen tätig.
Achim Amme ist Mitglied im Verband Deutscher Schriftsteller (VS) und Joachim-Ringelnatz-Preisträger.

## Werke (Auswahl)
Literatur
- Sonette für Göttinnen, Göttingen 1978
- Wer ist schon gut zu sich selbst, Göttingen 1982
- Höllenlieder, Göttingen 1984
- Liebeslieder, Friedland 1988 ISBN 3-924216-14-2
- Noahs Paarty, Göttingen 1996
- Auf eigene Gefahr – Sexy Sonnets, Merzig 2007 ISBN 3-938823-15-1
- Ammes Märchen, Weilerswist 2012 ISBN 978-3-941037-93-9
- Shakespeares Geist oder Alles Theater!, Eschach 2014
- Der kleine Adolf – Die Geschichte(n) meines Großvaters, Hannover 2016 ISBN 978-3-86525-481-8
- Noahs Paarty, verbesserte Neuauflage, Weilerswist 2017 ISBN 978-3-944566-72-6
- Echt verboten!, Weilerswist 2019 ISBN 978-3-944566-93-1
- Der Amme. Poet, (Frühe Verse und Tagebuchaufzeichnungen) Ludwigsburg 2020 ISBN 978-3-86356-314-1
- Romeo hat geschnarcht (Schnappschüsse & Aufgeschnapptes), Hamburg 2023 ISBN 978-3-947911-80-6
- Meine blaue Periode (Gedichte und Tagebuchnotizen aus den Nullerjahren), Hannover 2023 ISBN 978-3-98859-025-1
- Nur mal zwischendurch (Ausgewählte Gedichte), Hannover 2025 ISBN 978-3-98859-076-3

Musik
- Scheiß drauf, Single, 1985
- Sei leise, du könntest den Frieden stören, MC (Text u. Musik) 1988
- Hand aufs Herz, CD, 1993
- Noahs Paarty, CD (Text u. Musik), 2002
- Der Welt ist schlecht, CD 2011
- Ich habe dich so lieb, CD 2015
- Goldrichtig – 50 Jahre SongReiten, Doppel-CD 2015
- Streng vertraulich! (Kellerlieder), CD 2017, 2018 nominiert für den Preis der Deutschen Schallplattenkritik
- AmmeRica, CD + LP 2018/19

Filme
- 1997: Großstadtrevier – Harte Bandagen
- 1999: Kein Weg zurück (TV-Film)
- 1999: Der erste Zug (Regie Nikolaus Baikousis und Florian Eichinger, Frame Film, Sunset Film)
- 2000: Im Fadenkreuz
- 2001: Problemzone Mann
- 2002: Dezemberküsse (Spielfilm – Silver Remi Award beim Worldfest Houston 2004)
- 2003: Solo für Schwarz
- 2005: Tatort – Atemnot
- 2005: Küstenwache – Angst vor der Wahrheit
- 2005: Da Pecuniam! (Kurzfilm – Best One Minute Film beim Camera Zizanio – Olympiafestival, Griechenland 2006)
- 2006 Das Geheimnis meines Vaters
- 2007: Stubbe – Von Fall zu Fall
- 2008: Bella Block – Am Ende des Schweigens
- 2009: Die Pfefferkörner – Die Fälscher
- 2010: Kinder an die Macht (Kurzfilm – Gruppenpreis u. Publikumspreis beim Bundeswettbewerb für Video + Animation in Gera)
- 2010: Beate Uhse – Das Recht auf Liebe
- 2012: Heiter bis tödlich: Morden im Norden – Auf der Klippe
- 2012: Der Landarzt (2 Folgen)
- 2013: Die Kanzlei – Der nächste Zug
- 2015: In Gefahr – Ein verhängnisvoller Moment
- 2016: Großstadtrevier – Dirks Sorgenkind
- 2017: Großstadtrevier – Braut mit Vorleben
- 2018: Nord bei Nordwest – Ein Killer und ein Halber
- 2019: Die Pfefferkörner – Das Cello
- 2019: Notruf Hafenkante – Schicksalstag
- 2025: Yunan[1]

## Auszeichnungen (Auswahl)
- 1984: Arbeitsstipendium des Niedersächsischen Ministeriums für Wissenschaft und Kultur, Hannover
- 1984: 1. Preis beim Hörspielwettbewerb des NDR, Hamburg (verliehen von Hans Scheibner)
- 1986: Publikumssieger beim Joachim-Ringelnatz-Preis, Cuxhaven
- 1991: Stadtschreiber, Soltau
- 1993: Literaturstipendium des Landes Niedersachsen für den Künstlerhof Schreyahn
- 1998: Kurzgeschichtenpreis beim Süddeutschen Rundfunk, Karlsruhe
- 2015: 1. Preis in der Kategorie „Märchen“ beim Wettbewerb “Fun-For-Writing”, Berlin (Jury u. a. Wladimir Kaminer, Harald Martenstein und Luzia Braun)
- 2019: Für den 37. Deutschen Rock & Pop Preis ausgezeichnet mit dem 2. Preis in drei Kategorien
- 2021: Stipendium von NEUSTART KULTUR für: „Meine blaue Periode“ (Fortsetzung von „Der Amme. Poet“)